# 堀松村
堀松村（ほりまつむら）は、石川県羽咋郡に存在した村。

## 地理・概要
- 現在の志賀町の中南部（志賀町（1970年ー2005年）においては中部）。
- 米町川沿いの平野、谷の地域に位置する。
- 当時、神代から矢蔵谷にかけての地域では、酸化マンガンが産出されていた。
- 河川 - 米町川、於古川

## 歴史
- 1889年（明治22年）4月1日 - 町村制の施行により、羽咋郡末吉村、堀松村、西山村、北吉田村、清水今江村、梨谷小山村、神代村及び矢蔵谷村を廃し、その区域をもって羽咋郡堀松村を設置する。
- 1939年（昭和14年）1月1日 - 能登鉄道（後の北陸鉄道能登線）の堀松駅が開業。
- 1953年（昭和28年）4月1日 - 北陸鉄道能登線の末吉駅（後の志賀町駅）が開業。
- 1954年（昭和29年）10月1日 - 羽咋郡志加浦村、堀松村、土田村、加茂村及び上熊野村を廃し、その区域をもって羽咋郡志賀町を設置する。8大字は志賀町の大字に継承。

## 交通
- 北陸鉄道能登線
  - 末吉駅 - 堀松駅
- 外浦街道（現在の国道249号）

## 教育
- 堀松村立堀松中学校（現在は志賀町立志賀中学校に統合）
- 堀松村立堀松小学校（現・志賀町立堀松小学校）